# Kolvsvamp
Kolvsvamp (Epichloë typhina) är en svampart som först beskrevs av Christiaan Hendrik Persoon, och fick sitt nu gällande namn av Tul. & C. Tul. 1865. Kolvsvamp ingår i släktet Epichloë och familjen Clavicipitaceae.  Arten är reproducerande i Sverige. Den kan orsaka kolvsjuka på gräs såsom timotej och hundäxing, och där producera mykotoxiner (alkaloider) som kan ge upphov till allvarliga förgiftningssymptom hos djur som äter av gräset . 
Inga underarter finns listade i Catalogue of Life.

## Bildgalleri

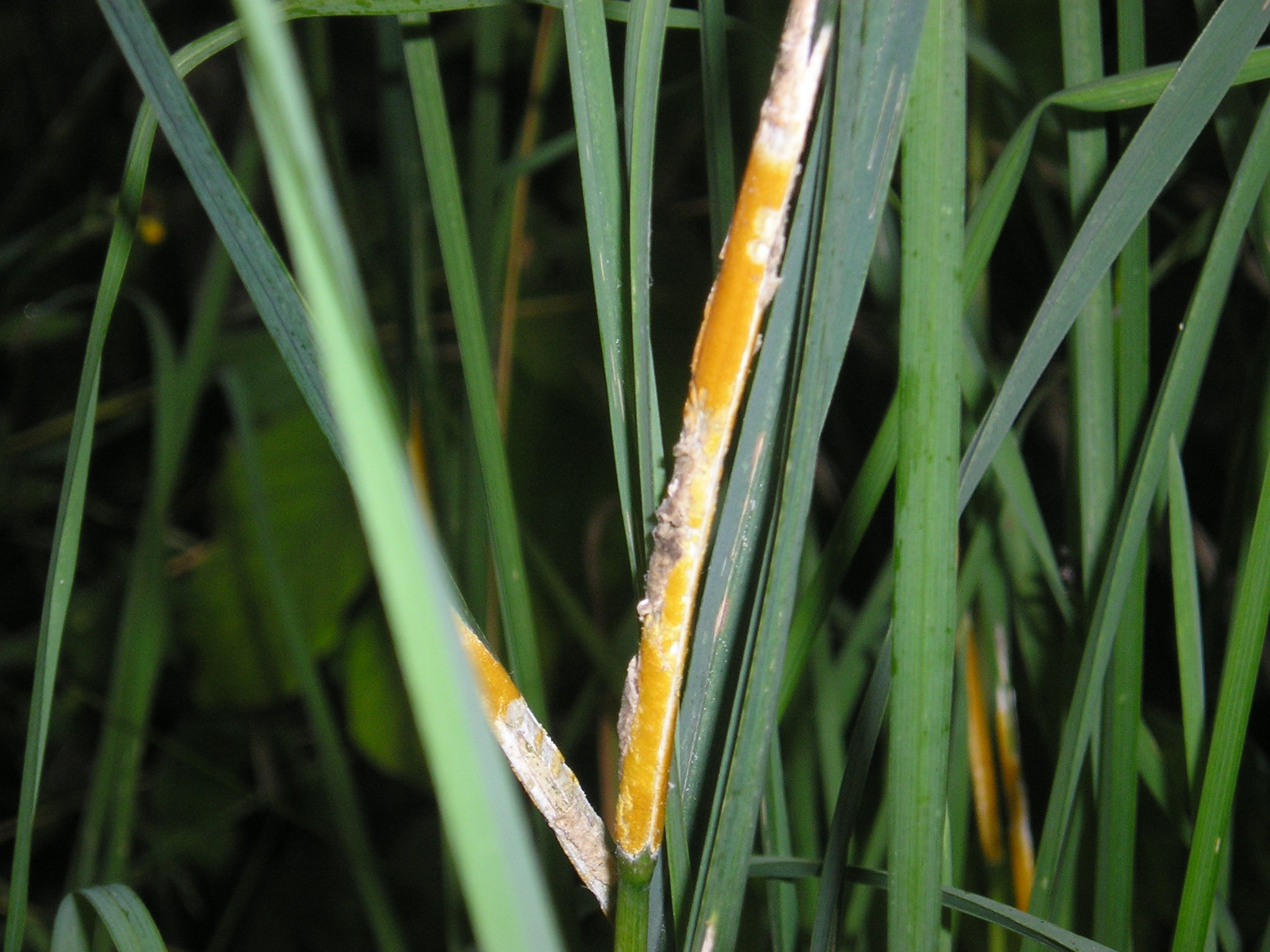
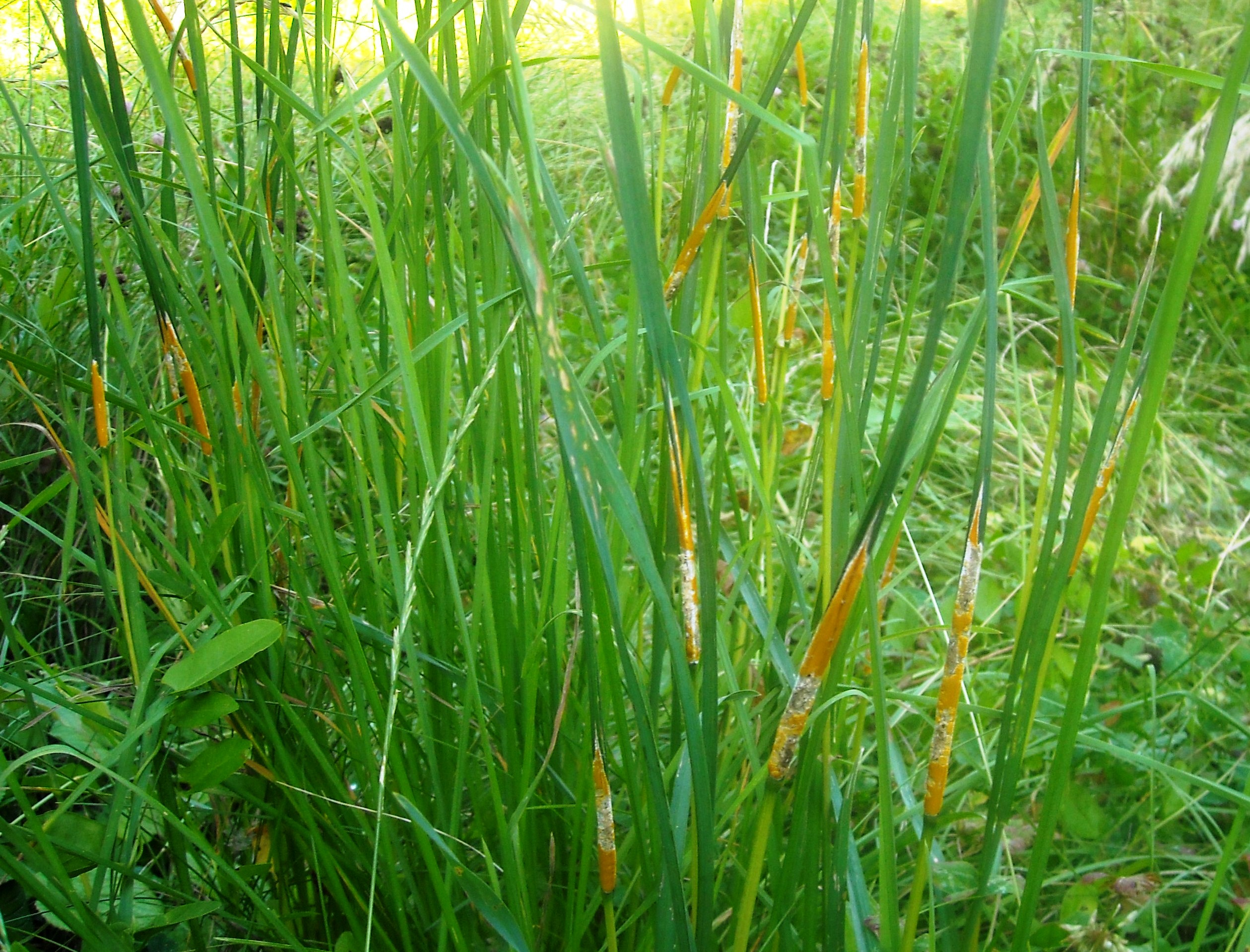
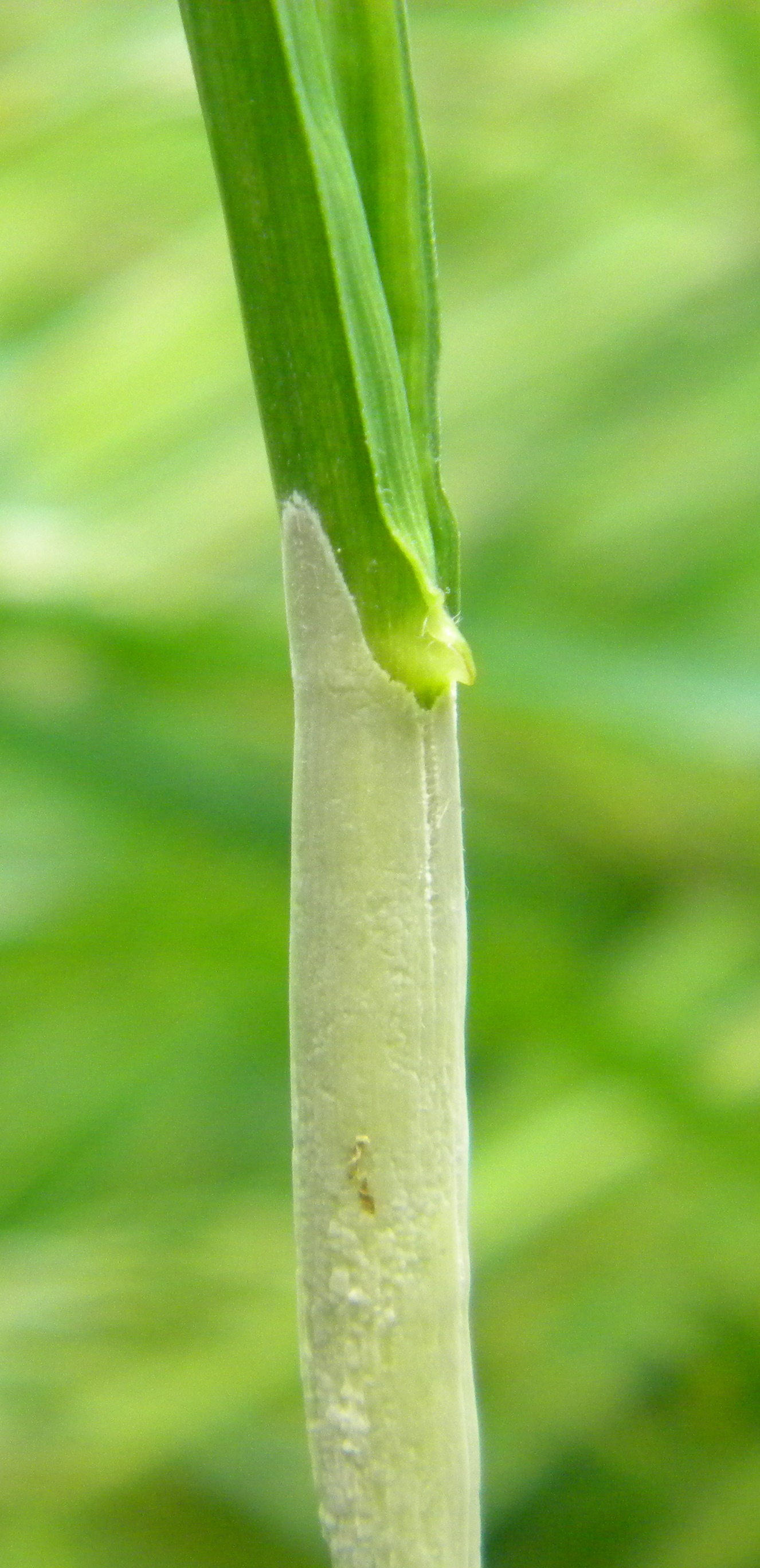